# José Ruperto Monagas
José Ruperto Saturnino Monagas (Aragua de Barcelona, Anzoátegui, 1831 – Aragua de Barcelona, Anzoátegui, 12 giugno 1880) è stato un politico venezuelano.
È stato Presidente del Venezuela dal 20 febbraio 1869 al 26 aprile 1870.